# Västergötlands runinskrifter 59
Härenestenen, Västergötlands runinskrifter 59 är en runsten vid Dagsnäs i Bjärka socken och Skara kommun, sydväst om Hornborgasjön. Stenen är flyttad från Norra Närene socken, Norra Härene gamla kyrka, av P. Tham på 1700-talet.

## Inskriften
Translitterering av runraden:
rifnikʀ : auk : kiali : auk : brunulfʀ : auk : kifulfʀ : satu : stin : þonsi : iftiʀ : fut : faþur : sin : harþa : kuþon : þign : sua : hifiʀ : osa : as : igi : mun : sum : kuin : ift : uir : siþon : kaurua :: hialmʀ : auk : hiali : hiaku : runaʀ ·
Normalisering till runsvenska:
Hræfningʀ ok Gialli ok Brunulfʀ ok Gefulfʀ sattu stæin þannsi æftiʀ Fot, faður sinn, harða goðan þegn. Sva hæfiʀ Asa es æigi mun sum kvæn æft ver siðan gærva. Hialmʀ ok Hialli hioggu runaʀ.
Översättning till nusvenska:
Rävning, Gälle, Brynjulv och Gävulv reste denna sten efter Fot, sin fader, en mycket god tägn. Åsa makens minne hedrat så som hustru hädanefter ej skall göra. Hjälm och Hjälle gjorde runor.
Inskriftens sista meningar har metriska formen: 
Sva hæfiʀ Asa
es æigi mun
sum kvæn æft ver
siðan gærva. 
Hialmʀ ok Hialli
hioggu runaʀ. 
i översättning av O. v. Friesen:
Åsa makens
minne hedrat
så som hustru
hädanefter
ej skall göra.
Hjälm och Hjälle
gjorde runor.